# László Endre
László Endre (n. 1 ianuarie 1895, Adony – d. 29 martie 1946) a fost un funcționar și politician maghiar.
Din 1923 a fost asistent șef al procesului de judecată din Gödöllő, iar din 1938 vice guvernator al comitatului Vármegye. În 1937 a fondat împreună cu Ferenc Szálasi Partidul Crucilor cu Săgeți.
Din aprilie până în septembrie 1944 a ocupat funcția de subsecretar de stat în ministerul de interne din guvernul Döme Sztójay, fiind organizatorul principal al deportării evreilor, împreună cu Baky și Jaros. Până la sfârșitul lui octombrie a fost șeful acțiunii militare.
În data de 6 aprilie 1944 a organizat la Satu Mare prima conferință pe tema "Soluția finală în chestiunea evreiască", dedicată acțiunilor de "dezevreizare" în județele din Districtul Jandarmeresc (Csendőrség) maghiar IX, și anume Bistrița-Năsăud, Bihor, Cluj, Satu Mare, Sălaj și Someș. Cea de-a doua conferință s-a desfășurat două zile mai târziu la Târgu Mureș și a avut ca subiect concentrarea evreilor din așa-numitul Ținut Secuiesc, județele din Districtul Jandarmeresc maghiar X: Ciuc, Trei Scaune, Mureș-Turda și Odorheiu.  Ghetoizarea celor aproape 160 000 de evrei din Transilvania de Nord a început la 3 mai 1944, ora 17. Adunarea evreilor s-a făcut potrivit prevederilor Decretului nr. 6163/1944, așa cum au fost detaliate de instrucțiunile orale date de László Endre și de asociații săi la cele două conferințe cu privire la planurile de ghetoizare a regiunii.
În 1946 tribunalul poporului ungar l-a găsit vinovat de crime de război și fost executat prin spânzurare.